# Râul Valea Seacă, Suha
Râul Valea Seacă este un curs de apă, afluent al râului Suha. 

## Hărți
- Harta județului Suceava